# Thelypteris cumingiana
Thelypteris cumingiana är en kärrbräkenväxtart som först beskrevs av Kze., och fick sitt nu gällande namn av C. Reed. Thelypteris cumingiana ingår i släktet Thelypteris och familjen Thelypteridaceae. Inga underarter finns listade.